# Kızıl Buğa
 (décembre 2020).
Si vous disposez d'ouvrages ou d'articles de référence ou si vous connaissez des sites web de qualité traitant du thème abordé ici, merci de compléter l'article en donnant les références utiles à sa vérifiabilité et en les liant à la section « Notes et références ».
Kızıl Buğa, ou Basok, (en arabe : كيزيل بوغا بن غوك آلپ; littéralement « Rouge-taureau »), né vers le début du XIIe siècle et mort vers 1200. Il est l'arrière arrière grand-père d'Osman Ier, le fondateur de l'Empire ottoman.

## Biographie
Kızıl Buğa est le fils de Gök Alp.
Kızıl Buğa s'est marié et il a eu un fils prénommé Kaya Alp.
Kızıl Buğa était le chef de la maison princière seldjoukide Kayı.